# Maristel·la
|  | No s'ha de confondre amb Ermita de Maristel·la. |

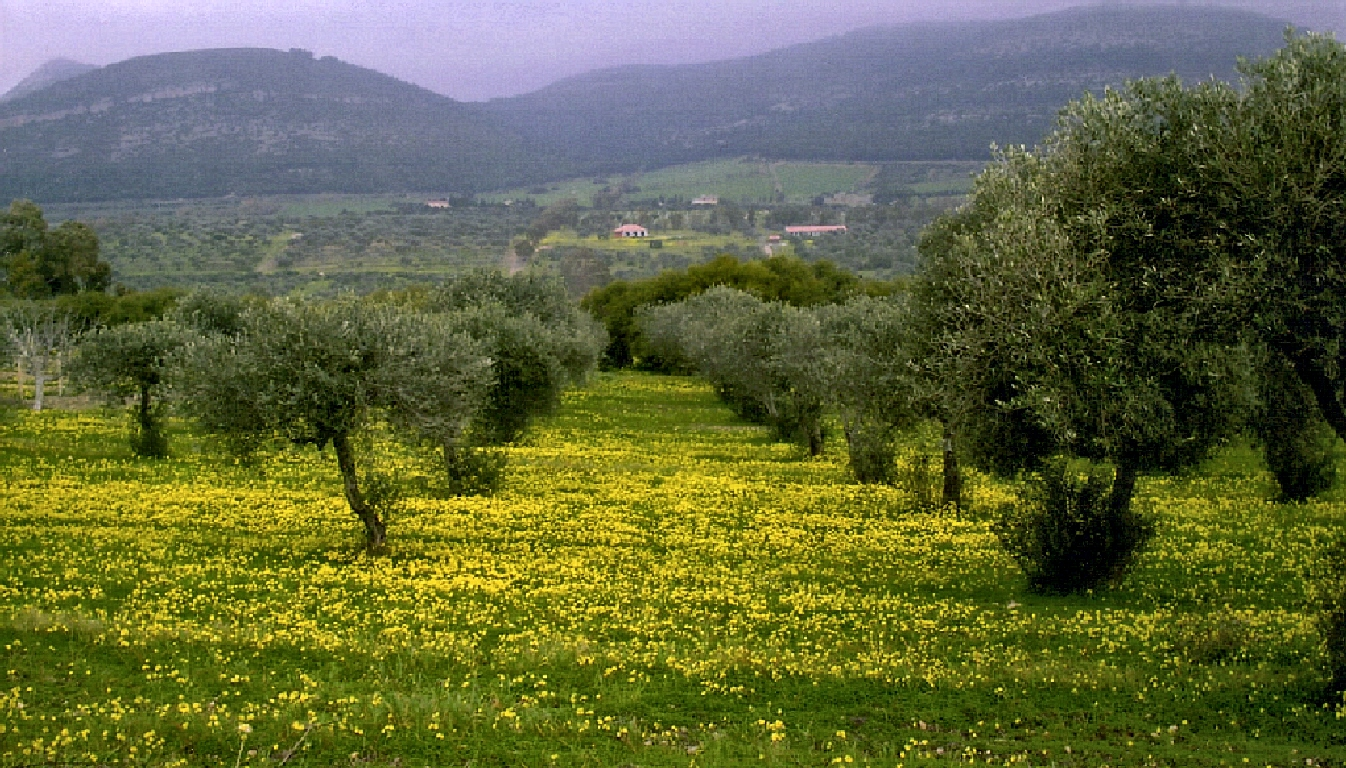
Camp d'oliveres a Maristel·la

Maristel·la és un agregat del municipi de l'Alguer (Sardenya) que es troba a 12 km d'aquest, a la badia del Port del Comte. Té uns 400 habitants.
Va néixer als anys cinquanta, durant la recuperació de la regió de Nurra relacionades amb la reforma agrària, i va ser poblat per exiliats istris i dàlmates. Rep el nom d'una església dedicada a la Mare de Déu del Carme o Stella Maris. A curta distància, al llarg de la carretera que condueix a Fertília es troba el Poblat o Vilatge nuràgic de Palmavera. També compta amb el far de Port del Comte, Torre Nova, i diversos hotels.